# Kehrenbach (Fulda)
Der Kehrenbach, im Oberlauf Salmsbach genannt, ist ein etwa 12 km langer, nordöstlicher bzw. rechtsseitiger Zufluss der Fulda im Osthessischen Bergland im nordhessischen Schwalm-Eder-Kreis.
Sein Einzugsgebiet umfasst 36,228 km².

## Verlauf
Der Kehrenbach entspringt und verläuft im Nordostteil des Schwalm-Eder-Kreises im Melsunger Bergland, einem Teil des Fulda-Werra-Berglands im Osthessischen Bergland. Seine Quelle liegt zwischen den Bergen Breiter Stein (533,2 m ü. NN) im Ostnordosten und Salsmbachskopf (493,2 m) im Süden und dem Dorf Kehrenbach (nordöstlicher Stadtteil von Melsungen) im Südwesten. In bewaldetem Gebiet befindet sie sich zwischen den Bergspornen Großer Süttelsberg im Westen und Kleiner Süttelsberg im Osten nahe einem Waldweg auf etwa 420 m.
Der überwiegend südwestwärts verlaufende Kehrenbach fließt anfangs durch das westsüdwestlich von Salmsbachkopf und dessen Südwestausläufer Schloßberg (ca. 452 m) an der Kreisstraße 141 gelegene Dorf Kehrenbach, in dem einst in Bachnähe westlich unterhalb des Schloßbergs das Jagdschloss Kehrenbach stand. Entlang der im Dorf endenden K 141 fließt der Bach weiter nach Süden. Einiges unterhalb des Dorfs mündet, nach rechtsseitigem Zufließen des nordwestlichen Sandgrabens, von Osten kommend der linksseitige Ohebach ein. 
Anschließend verläuft der Kehrenbach südwestwärts entlang der Landesstraße 3147 (Melsungen–Kirchhof–Günsterode) durch das Dorf Kirchhof (ostnordöstlicher Stadtteil von Melsungen), wonach er die 306 m lange Kehrenbach-Talbrücke der Schnellfahrstrecke Hannover–Würzburg unterquert. Dann verlässt er das Melsunger Bergland und fließt in die Melsunger Kernstadt ein, in der er das Gelände des Pharma- und Medizinbedarfsunternehmens Braun passiert. 
Schließlich mündet der Kehrenbach in Melsungen rund 150 m nach Unterqueren des Melsunger Viadukts, über das die Friedrich-Wilhelms-Nordbahn (Kassel–Bebra–Fulda) verläuft, von Osten kommend direkt ostsüdöstlich der Bartenwetzerbrücke auf rund 164 m ü. NN in den dort etwa von Süden kommenden Weser-Quellfluss Fulda.